# Submarinul
Submarinul (titlu original în germană: Das Boot, /dɑs boːt/) este un film din 1981, regizat de Wolfgang Petersen. Filmul este o adaptare a romanului cu același titlu de Lothar-Günther Buchheim și, datorită realismului, este considerat printre cele mai reușite filme de război.

## Rezumat
Acțiunea filmului are loc în anul 1941, în timpul celui de al doilea război mondial. Submarinele germane primesc sarcina de a scufunda navele de comerț engleze, pentru a împiedica importul de material de război în Marea Britanie. Această acțiune devine tot mai riscantă, din cauza dezvoltării tehnicii de distrugere a submarinelor. După o festivitate în orașul La Rochelle, submarinul "U 96" este trimis din nou în luptă. Comandantul este numit cu simpatie „Der Alte“ (Bătrânul), pe când locotenentul de marină Werner este luat peste picior de echipajul submarinului. Starea de bună dispoziție a echipajului se schimbă brusc, după ce torpila submarinului nu nimerește nava de război inamică. Submarinul va fi atacat printr-o bombardare puternică. Acțiunea următoare este distrugerea unei nave petroliere, marinarii care sar în apă, nu sunt salvați de căpitanul submarinului. Aceste situații lasă urme psihice în toți membrii echipajului. La strâmtoarea Gibraltar, comandantul submarinului după ce a reușit să păcălească lanțul de nave de război britanice, este descoperit de radarul unui avion, care dă alarma și care înseamnă sfârșitul lor.

## Distribuție
- Jürgen Prochnow – comandantul („Der Alte“)
- Hubertus Bengsch – 1. ofițer (I. WO)
- Klaus Wennemann – inginer (LI)
- Herbert Grönemeyer – loc. Werner
- Martin Semmelrogge – 2. ofițer (II. WO)
- Uwe Ochsenknecht – cârmaci Lamprecht
- Erwin Leder – mașinist șef Johann
- Jan Fedder – matroz Pilgrim
- Claude-Oliver Rudolph – fochist Ario
- Ralf Richter – matroz Frenssen
- Oliver Stritzel – matroz Schwalle
- Heinz Hoenig – telegrafistul Hinrich
- Sky du Mont – lt. Müller
- Bernd Tauber – cârmaci Kriechbaum
- Martin May – matrozul Ullmann
- Lutz Schnell – Dufte
- Otto Sander – secundul Thomsen
- Günter Lamprecht – căpitanul „Weser”
- Rita Cadillac – Monique

## Distincții
Filmul a strâns șase nominalizări la Oscar. În plus a primit nominalizări la Premiile BAFTA, Globul de Aur, Satellite, Goldene Kamera și la Premiul Bavarez de Film.

## Vezi și
- Listă de filme anti-război